# The Logical Song
The Logical Song er et nummer på Supertramps album Breakfast in America fra 1979. Det er skrevet og indsunget af Roger Hodgson. Nummeret opnåede en sjetteplads på de amerikanske hitlister og en syvendeplads på de britiske. Sangen handler om tabet af uskyld, når man vokser op og det senere tab af ens idealisme.
I 2001 nåede en coverversion af det tyske band Scooter i top 10 i flere lande.

## Hitlister for Supertramps
| hitliste (1979)                                  | Højeste placering |
| ------------------------------------------------ | ----------------- |
| Australia (Kent Music Report)                    | 16                |
| Østrig (Ö3 Austria Top 40)                       | 14                |
| Belgien (Ultratop 50 Flanderen)                  | 19                |
| Belgium                                          | 9                 |
| Canada (RPM) Top Singles                         | 1                 |
| Irland (IRMA)                                    | 6                 |
| Italy (AFI)                                      | 14                |
| Holland (Single Top 100)                         | 13                |
| New Zealand (RIANZ)                              | 13                |
| Portugal (Música & Som)                          | 8                 |
| South Africa (Springbok Radio)                   | 3                 |
| Spain (AFE)                                      | 12                |
| Storbritannien Singles (Official Charts Company) | 7                 |
| USA Billboard Hot 100                            | 6                 |
| US Cash Box Top 100                              | 4                 |
| Vesttyskland (Official German Charts)            | 12                |

| Hitliste (1979) | Rang |
| --------------- | ---- |
| Canada          | 1    |
| US Billboard    | 27   |
| US Cash Box     | 37   |
| West Germany    | 43   |

## Hitlister for Scooters version
| Hitliste (2001–2002)                              | Højeste placering |
| ------------------------------------------------- | ----------------- |
| Australien (ARIA)                                 | 1                 |
| 1                                                 |                   |
| Østrig (Ö3 Austria Top 40)                        | 4                 |
| Danmark (Track Top-40)                            | 10                |
| Europe (Eurochart Hot 100)                        | 12                |
| Finland (Suomen virallinen lista)                 | 11                |
| Frankrig (SNEP)                                   | 53                |
| Tyskland (Official German Charts)                 | 7                 |
| Irland (IRMA)                                     | 1                 |
| Ireland Dance (IRMA)                              | 1                 |
| Norge (VG-lista)                                  | 1                 |
| New Zealand (RIANZ)                               | 32                |
| Romania (Romanian Top 100)                        | 8                 |
| Skotland (Official Charts Company)                | 2                 |
| Sverige (Sverigetopplistan)                       | 8                 |
| Schweiz (Schweizer Hitparade)                     | 14                |
| Storbritannien Singles (Official Charts Company)  | 2                 |
| Storbritannien Dance (Official Charts Company)    | 8                 |
| Storbritannien UK Indie (Official Charts Company) | 1                 |

| Hitlitse (2002)                  | Placering |
| -------------------------------- | --------- |
| Australia (ARIA)                 | 20        |
| Australian Dance (ARIA)          | 4         |
| Austria (Ö3 Austria Top 40)      | 16        |
| Europe (Eurochart Hot 100)       | 40        |
| Germany (Official German Charts) | 45        |
| Ireland (IRMA)                   | 6         |
| Sweden (Sverigetopplistan)       | 52        |
| UK Singles (OCC)                 | 15        |